# Инсуа, Эмилиано
Эмилиа́но Адриа́н Инсу́а Сапа́та (исп.  (Emiliano Adrian Insúa Zapata); родился 7 января 1989 года в Буэнос-Айресе) — аргентинский футболист, защитник клуба «Расинг» (Авельянеда). Выступал в сборной Аргентины.

## Биография

### Клубная карьера
Хотя этому левофланговому защитнику так и не удалось дебютировать на «Бомбонере», ему предрекали большое будущее. Скауты «Ливерпуля» посоветовали Рафаэлю Бенитесу подписать этого игрока, и в ноябре 2006 года было принято решение взять футболиста в аренду у «Боки» на 18 месяцев с правом дальнейшего выкупа контракта игрока.
28 апреля 2007 года в гостевом поединке против «Портсмута» в Премьер-Лиге состоялся дебют Инсуа в составе первой команды «Ливерпуля».
Инсуа выступал за сборную Аргентины для игроков младше 20 лет. В 2007 году он был в составе этой команды на чемпионате Южной Америки среди игроков своей возрастной категории, проводившемся в Парагвае, а также помог своей сборной обыграть сверстников на чемпионате мира в Канаде. Он также вызывался в сборную Аргентины для игроков младше 23 лет, за которую пока провёл один матч.
Его аренда в «Ливерпуле» закончилась в августе 2007 года — подписание постоянного контракта с Инсуа на постоянной основе стало одним из условий сделки по переходу Габриэля Палетты из «Ливерпуля» в «Боку Хуниорс».
4 мая 2008 года Эмилиано впервые в сезоне вышел в матче первой команды, что стало признанием его успехов в выступлениях за резервы. Хотя матч ничего не решал, так как «Ливерпуль» к этому моменту уже обеспечил себе четвёртое место в таблице (а вместе с ним и участие в Лиге чемпионов на будущий год), выход Инсуа на поле и его уверенная игра в этом поединке лишний раз подчеркнули спад формы прямого конкурента Эмилиано на место в основном составе — Йона-Арне Риисе.
2 июля 2008 года официальный сайт «Ливерпуля» сообщил, что Инсуа продлил соглашение с клубом до 2011 года. 8 августа было объявлено о том, что Эмилиано и пять его товарищей получили новые номера в первой команде клуба. Инсуа сменил свой номер 48 на 22.
В своей странице в социальной сети Твиттер он написал о поездке в Стамбул, подтвердив этим слухи о своем переходе в «Галатасарай».
Летом 2011 года Инсуа перешёл в «Спортинг» Лиссабон, с которым подписал контракт до 2016 года.
25 января 2013 года игрок подписал трёхлетний контракт с испанским «Атлетико Мадрид».
11 июля 2015 года перешёл в «Штутгарт». Контракт подписан на три года.

### В сборной
Инсуа успел поиграть за национальную сборную Аргентины на разных уровнях. В начале 2007 года он в рядах молодёжной сборной занял второе место на чемпионате Южной Америки среди молодёжных команд, проходившем в Парагвае. Летом того же года он завоевал золотые медали на чемпионате мира среди молодёжных команд. В 2009 году Эмилиано вновь принял участие в чемпионате Южной Америки среди молодёжных команд, который проводился в Венесуэле, но на этот раз не так успешно — сборная Аргентины заняла последнее место в финальной группе. 10 октября 2009 года он провёл свой первый матч за взрослую национальную команду в рамках отборочного турнира на чемпионат мира по футболу 2010.

## Достижения
Атлетико Мадрид
- Чемпион Испании: 2013/14
- Финалист Лиги чемпионов УЕФА: 2013/14

Сборная Аргентины
- Чемпион мира среди игроков младше 20 лет (2007)

## Статистика выступлений

### Клубная
По состоянию на 29 декабря 2009 года.
| Клуб             | Сезон            | Чемпионат | Чемпионат | Кубки | Кубки | Еврокубки | Еврокубки | Другие | Другие | Итого | Итого |
| Клуб             | Сезон            | Игры      | Голы      | Игры  | Голы  | Игры      | Голы      | Игры   | Голы   | Игры  | Голы  |
| ---------------- | ---------------- | --------- | --------- | ----- | ----- | --------- | --------- | ------ | ------ | ----- | ----- |
| Ливерпуль        | 2006/07          | 2         | 0         | 0     | 0     | 0         | 0         | 8      | 0      | 2     | 0     |
| Ливерпуль        | 2007/08          | 3         | 0         | 0     | 0     | 0         | 0         | 0      | 0      | 3     | 0     |
| Ливерпуль        | 2008/09          | 10        | 0         | 3     | 0     | 0         | 0         | 0      | 0      | 13    | 8     |
| Ливерпуль        | 2009/10          | 17        | 0         | 1     | 1     | 6         | 0         | 0      | 0      | 24    | 1     |
| Ливерпуль        | Итого            | 32        | 0         | 4     | 1     | 6         | 0         | 0      | 0      | 42    | 9     |
| Всего за карьеру | Всего за карьеру | 32        | 0         | 4     | 1     | 6         | 0         | 0      | 0      | 42    | 1     |